# Niemcy na Letnich Igrzyskach Olimpijskich 2008
Niemcy na Letnich Igrzyskach Olimpijskich 2008 reprezentowało 463 zawodników. Drużynie towarzyszyło 240 trenerów oraz 55 medyków i fizjoterapeutów. Chorążym ekipy był gracz NBA Dirk Nowitzki.
Był to 22. start reprezentacji Niemiec na letnich igrzyskach olimpijskich.

## Zdobyte medale

### Złoto
| Zawodnik                                                                       | Dyscyplina sportowa  | Konkurencja                       |
| ------------------------------------------------------------------------------ | -------------------- | --------------------------------- |
| Alexander Grimm                                                                | Kajakarstwo          | K-1 mężczyzn                      |
| Ole Bischof                                                                    | Judo                 | kategoria do 81 kg mężczyzn       |
| Peter Thomsen, Frank Ostholt, Hinrich Romeike, Ingrid Klimke, Andreas Dibowski | Jeździectwo          | WKKW drużynowo                    |
| Hinrich Romeike                                                                | Jeździectwo          | WKKW indywidualnie                |
| Benjamin Kleibrink                                                             | Szermierka           | Floret indywidualnie mężczyzn     |
| Britta Heidemann                                                               | Szermierka           | Szpada indywidualnie kobiet       |
| Heike Kemmer, Nadine Capellmann, Isabell Werth                                 | Jeździectwo          | Ujeżdżenie drużynowo              |
| Britta Steffen                                                                 | Pływanie             | 100 m stylem dowolnym kobiet      |
| Britta Steffen                                                                 | Pływanie             | 50 m stylem dowolnym kobiet       |
| Jan Frodeno                                                                    | Triathlon            | Mężczyźni                         |
| Matthias Steiner                                                               | Podnoszenie ciężarów | kategoria powyżej 105 kg mężczyzn |
| Fanny Fischer, Nicole Reinhardt, Katrin Wagner-Augustin, Conny Waßmuth         | Kajakarstwo          | K-4 500 m kobiet                  |
| Martin Hollstein, Andreas Ihle                                                 | Kajakarstwo          | K-2 1000 m mężczyzn               |
| Lena Schöneborn                                                                | Pięciobój nowoczesny | Mężczyźni                         |
| Sabine Spitz                                                                   | Kolarstwo            | Kolarstwo górskie kobiet          |
| Reprezentacja Niemiec w hokeju na trawie mężczyzn                              | Hokej na trawie      | Mężczyźni                         |

### Srebro
| Zawodnik                                     | Dyscyplina sportowa | Konkurencja                                   |
| -------------------------------------------- | ------------------- | --------------------------------------------- |
| Patrick Hausding, Sascha Klein               | Skoki do wody       | Wieża 10m pary mężczyzn                       |
| Mirko Englich                                | Zapasy              | kategoria do 96 kg stylem klasycznym mężczyzn |
| Ralf Schumann                                | Strzelectwo         | Pistolet szybkostrzelny 25 m mężczyzn         |
| Annekatrin Thiele, Christiane Huth           | Wioślarstwo         | W2x (dwójka podwójna)                         |
| Roger Kluge                                  | Kolarstwo           | Wyścig punktowy mężczyzn                      |
| Oksana Chusowitina                           | Gimnastyka          | Skok przez konia kobiet                       |
| Timo Boll, Dimitrij Ovtcharov, Christian Süß | Tenis stołowy       | Mężczyźni turniej drużynowy                   |
| Isabell Werth                                | Jeździectwo         | Ujeżdżenie indywidualnie                      |
| Christian Gille, Tomasz Wylenzek             | Kajakarstwo         | C-2 1000 m mężczyzn                           |
| Ronald Rauhe, Tim Wieskötter                 | Kajakarstwo         | K-2 500 m mężczyzn                            |

### Brąz
| Zawodnik                                                          | Dyscyplina sportowa | Konkurencja                              |
| ----------------------------------------------------------------- | ------------------- | ---------------------------------------- |
| Ditte Kotzian, Heike Fischer                                      | Skoki do wody       | Trampolina 3m pary kobiet synchronicznie |
| Munkhbayar Dorjsuren                                              | Strzelectwo         | Pistolet sportowy 25 m                   |
| Christine Brinker                                                 | Strzelectwo         | Skeet kobiet                             |
| René Enders, Maximilian Levy, Stefan Nimke                        | Kolarstwo           | Sprint drużynowo mężczyzn                |
| Christian Reitz                                                   | Strzelectwo         | Pistolet szybkostrzelny 25 m             |
| Kathrin Boron, Manuela Lutze, Britta Oppelt, Stephanie Schiller   | Wioślarstwo         | W4- (czwórka bez sternika)               |
| Hannes Peckolt, Jan-Peter Peckolt                                 | Żeglarstwo          | 49er                                     |
| Fabian Hambüchen                                                  | Gimnastyka          | Ćwiczenia na drążku mężczyzn             |
| Heike Kemmer                                                      | Jeździectwo         | Ujeżdżenie indywidualnie                 |
| Thomas Lurz                                                       | Pływanie            | 10 km stylem dowolnym mężczyzn           |
| Reprezentacja Niemiec w piłce nożnej kobiet                       | Piłka nożna         | Kobiety                                  |
| Christina Obergföll                                               | Lekkoatletyka       | Rzut oszczepem kobiet                    |
| Lutz Altepost, Norman Bröckl, Torsten Eckbrett, Björn Goldschmidt | Kajakarstwo         | K-4 1000 m                               |
| Katrin Wagner-Augustin                                            | Kajakarstwo         | K-1 500 m                                |
| Christian Gille, Tomasz Wylenzek                                  | Kajakarstwo         | C-2 500 m                                |